# Social Distortion
Social Distortion (também conhecida como Social D ou SxDx) é uma banda norte-americana de punk rock formada originalmente em 1978 em Fullerton, California pelo seu vocalista, guitarrista e líder, Mike Ness. Ao lado de nomes como Minor Threat, Black Flag, Dead Kennedys, Bad Religion, Bad Brains, e outras, são frequentemente considerados uma das principais bandas do renascimento punk dos anos 1980.
Atualmente a banda é composta por Mike Ness (vocais, guitarra solo), Jonny Wickersham (vocal de apoio, guitarra base), Brent Harding (vocal de apoio, baixo), David Hidalgo, Jr. (bateria) e David Kalish (teclado).
A banda entrou em um hiato temporário em 1985, devido ao vício em drogas de Mike Ness. Porém, eles se reagruparam entre 1986-1987 e continuam em atividade até hoje, especialmente após a morte de seu guitarrista original, Dennis Danell, devido a um aneurisma cerebral em 2000. Desde seu começo, a história da banda tem sido como uma porta-giratória virtual de talentos, com muitos membros indo e vindo; no entanto, Ness permaneceu.
Até agora, a banda Social Distortion lançou sete álbuns de estúdio, duas compilações, um álbum ao vivo e dois DVDs. Eles lançaram dois álbuns - Mommy's Little Monster (1983) e Prison Bound (1988) - antes de assinar um contrato de três álbuns com a gravadora Epic Records em 1989. A banda chegou à fama com seu terceiro álbum auto-intitulado Social Distortion (1990), que produziu os singles de sucesso "Ball and Chain", "Story of My Life" e o cover da música "Ring of Fire" de Johnny Cash, o álbum foi certificado pela RIAA. Muitos de seus álbuns posteriores foram bem recebidos, incluindo o seu segundo disco de ouro Somewhere Between Heaven and Hell (1992). Eles são considerados como uma das bandas de punk rock de maior sucesso comercial, com mais de 3 milhões de álbuns vendidos pelo mundo.
| Ano             | Banda                 | Banda                     | Banda         | Banda               | Gravações                                                          |
| Ano             | Guitarrista Vocalista | Guitarista                | Baixista      | Baterista           | Gravações                                                          |
| --------------- | --------------------- | ------------------------- | ------------- | ------------------- | ------------------------------------------------------------------ |
| 1978            | Mike Ness             | Rikk Agnew Frank Agnew    | Timothy Maag  | Casey Royer         |                                                                    |
| 1978-1980       | Mike Ness             | Rikk Agnew Frank Agnew    | Dennis Danell | Casey Royer         |                                                                    |
| 1980-1984       | Mike Ness             | Dennis Danell             | Brent Liles   | Derek O'Brein       | Mommy's Little Monster, Mainliner: Wreckage From the Past          |
| 1984-1993       | Mike Ness             | Dennis Danell             | John Maurer   | Christopher Reece   | Prison Bound, Social Distortion, Somewhere Between Heaven and Hell |
| 1993-1995       | Mike Ness             | Dennis Danell             | John Maurer   | Randy Carr          |                                                                    |
| 1995-1996       | Mike Ness             | Dennis Danell             | John Maurer   | Deen Castronovo     |                                                                    |
| 1996-2000       | Mike Ness             | Dennis Danell             | John Maurer   | Chuck Biscuits      | White Light, White Heat, White Trash, Live at the Roxy             |
| 2000-2004       | Mike Ness             | Jonny "2 Bags" Wickersham | John Maurer   | Charlie Quintana    | Sex, Love and Rock 'n' Roll                                        |
| 2004            | Mike Ness             | Jonny "2 Bags" Wickersham | Matt Freeman  | Charlie Quintana    |                                                                    |
| 2004-2008       | Mike Ness             | Jonny "2 Bags" Wickersham | Brent Harding | Charlie Quintana    |                                                                    |
| 2008-2010       | Mike Ness             | Jonny "2 Bags" Wickersham | Brent Harding | Adam "Atom" Willard |                                                                    |
| 2010-Atualmente | Mike Ness             | Jonny "2 Bags" Wickersham | Brent Harding | David Hidalgo, Jr.  | Hard Times and Nursery Rhymes                                      |

## Integrantes

### Formação atual
- Mike Ness – Vocais e guitarra(1978–present)
- Jonny "2 Bags" Wickersham – Guitarra base e vocal de apoio (2000–present)
- Brent Harding – Baixo e vocal de apoio (2004–present)
- David Hidalgo Jr. – Bateria e percussão (2010–present)
- David Kalish – Teclados (2011–present)[1]

### Ex-integrantes
- Rikk Agnew – baixo (1978 – 1979)
- Frank Agnew – guitarra (1978 – 1979)
- Tom Corvin - vocais (1978 - 1979)
- Casey Royer – bateria (1978 – 1979)
- Dennis Danell – baixo (1979-1981), guitarra (1981-2000; falecimento 2000)
- John "Carrot" Stevenson – bateria (1979 – 1981)
- Brent Liles – baixo(1981 – 1984; died 2007)
- Derek O'Brien – bateria (1981 – 1984)
- John Maurer – baixo (1984 – 2004)
- Bob Stubbs – bateria(1984)
- Christopher Reece – bateria (1984 – 1994)
- Randy Carr – bateria (1994 – 1995)
- Deen Castronovo – bateria (1995 – 1996)
- Chuck Biscuits – bateria (1996 – 1999)
- Charlie Quintana – bateria (1999 – 2009; falecimento 2018)
- Matt Freeman – baixo (2004 – 2005)
- Adam "Atom" Willard – bateria  (2009 – 2010)

## Discografia
- Mommy's Little Monster (1983)
- Prison Bound (1988)
- Social Distortion (1990)
- Somewhere Between Heaven and Hell (1992)
- Mainliner: Wreckage From the Past (1995)
- White Light, White Heat, White Trash (1996)
- Live at the Roxy (1998)
- Live In Orange County (2004)
- Another State Of Mind (2004)
- Sex, Love and Rock 'n' Roll (2004)
- Greatest Hits (2007)
- Hard Times and Nursery Rhymes (2011)

≤ http://www.socialdistortion.com/music/ ≥
1. ↑  «Live For Live Music – Social Distortion Live at The Paramount». Liveformusic.com. Consultado em 21 de janeiro de 2015